# Elisabeth Hammerstad
Elisabeth Hammerstad (* 27. Juni 1993) ist eine norwegische Handballspielerin, die dem Kader der norwegischen Beachhandballnationalmannschaft angehört.

## Karriere

### Hallenhandball
Elisabeth Hammerstad erlernte das Handballspielen bei Haugsbygd IL. Später lief Hammerstad für den norwegischen Zweitligisten Hønefoss SK auf, für den sie in der Saison 2012/13 insgesamt 94 Tore erzielte. Anschließend wechselte die Rückraumspielerin zum Ligakonkurrenten Selbu IL. Nachdem Selbu ein Jahr später in die fünfte Liga absteigen musste, schloss sie sich dem Drittligisten Utleira IL an. Im Jahr 2016 wechselte Hammerstad zu Levanger HK, für den sie in der Zweitligasaison 2016/17 in 22 Partien 62 Tore warf. Daraufhin wechselte Hammerstad zum norwegischen Erstligisten Gjerpen IF, für den sie 42 Treffer in 36 Erstligaeinsätzen erzielte. Zur Saison 2019/20 kehrte sie zu Levanger HK zurück, der zwischenzeitig in die dritte Liga abstieg. 2020 gelang dem Verein die Rückkehr in die Zweitklassigkeit. Seit dem Jahresbeginn 2025 läuft sie für den norwegischen Erstligisten Follo HK auf.

### Beachhandball
Hammerstad gewann 2013 mit der norwegischen Beachhandballnationalmannschaft bei der Beachhandball-Europameisterschaft und bei den World Games jeweils die Bronzemedaille. Anschließend gewann sie bei den Beachhandball-Weltmeisterschaften 2014 und 2016 zwei weitere Bronzemedaillen sowie bei der Beachhandball-Europameisterschaft 2015 die Silbermedaille. Im Jahre 2017 gewann sie bei der Beachhandball-Europameisterschaft die Goldmedaille. Im selben Jahr nahm sie ein weiteres Mal an den World Games teil. Ein Jahr später stand Hammerstad im Finale der Beachhandball-WM, das Norwegen im Shootout gegen Griechenland verlor. Weiterhin wurde sie in das All-Star-Team des Turniers gewählt. Bei der Beachhandball Euro 2019 belegte sie den sechsten Platz. Zwei Jahre später unterlag sie mit Norwegen im kleinen Finale der Beachhandball Euro gegen Spanien. Bei der Beachhandball-Weltmeisterschaft 2022 belegte sie mit der norwegischen Auswahl den elften Platz. Hammerstad erzielte im Turnierverlauf elf Punkte. Hammerstad nahm 2022 ein drittes Mal an den World Games teil und gewann die Silbermedaille. Zusätzlich wurde sie als beste Abwehrspielerin in das All-Star-Team gewählt. Ein Jahr später wurde Hammerstad bei den Europaspielen, bei denen Norwegen den vierten Platz belegte, erneut als beste Abwehrspielerin in das All-Star-Team gewählt. Bei der Beacheuropameisterschaft 2025 gewann sie mit Norwegen die Silbermedaille und wurde erneut als beste Abwehrspielerin in das All-Star-Team gewählt.
Hammerstad gewann 2016 mit Utleira IL die norwegische Beachhandball-Meisterschaft. Sieben Jahre später wiederholte sie diesen Erfolg mit der Mannschaft von Larvik Turn.